# Leucodon assimilis
Leucodon assimilis är en bladmossart som beskrevs av Georg Friedrich von Jaeger 1877. Leucodon assimilis ingår i släktet Leucodon och familjen Leucodontaceae. Inga underarter finns listade i Catalogue of Life.